# Abou al-Baraa el-Azdi
Mohammed Abdullah, aussi connu sous le nom d'Abu al-Baraa el-Azdi, est un terroriste yéménite de l'État islamique.
Il est à l'origine un prédicateur qui rejoint l'État islamique en Syrie.
Il accède à la notoriété à la mi-novembre 2014 lorsque le chef de l'État islamique, Abou Bakr al-Baghdadi, le nomme « émir » et chef de la ville de Derna, en Libye, peu après la prise de contrôle partielle de la ville et la formation de l'État islamique en Libye (« province » de l'est de la Libye). Il est également devenu le haut juge religieux de la ville.
L'État islamique nomme régulièrement des étrangers à des postes clés du gouvernement.